# Cupra Terramar
La Cupra Terrramar (terre et mer en espagnol) est un SUV familial produit par le constructeur automobile espagnol Cupra à partir de 2024.

## Présentation

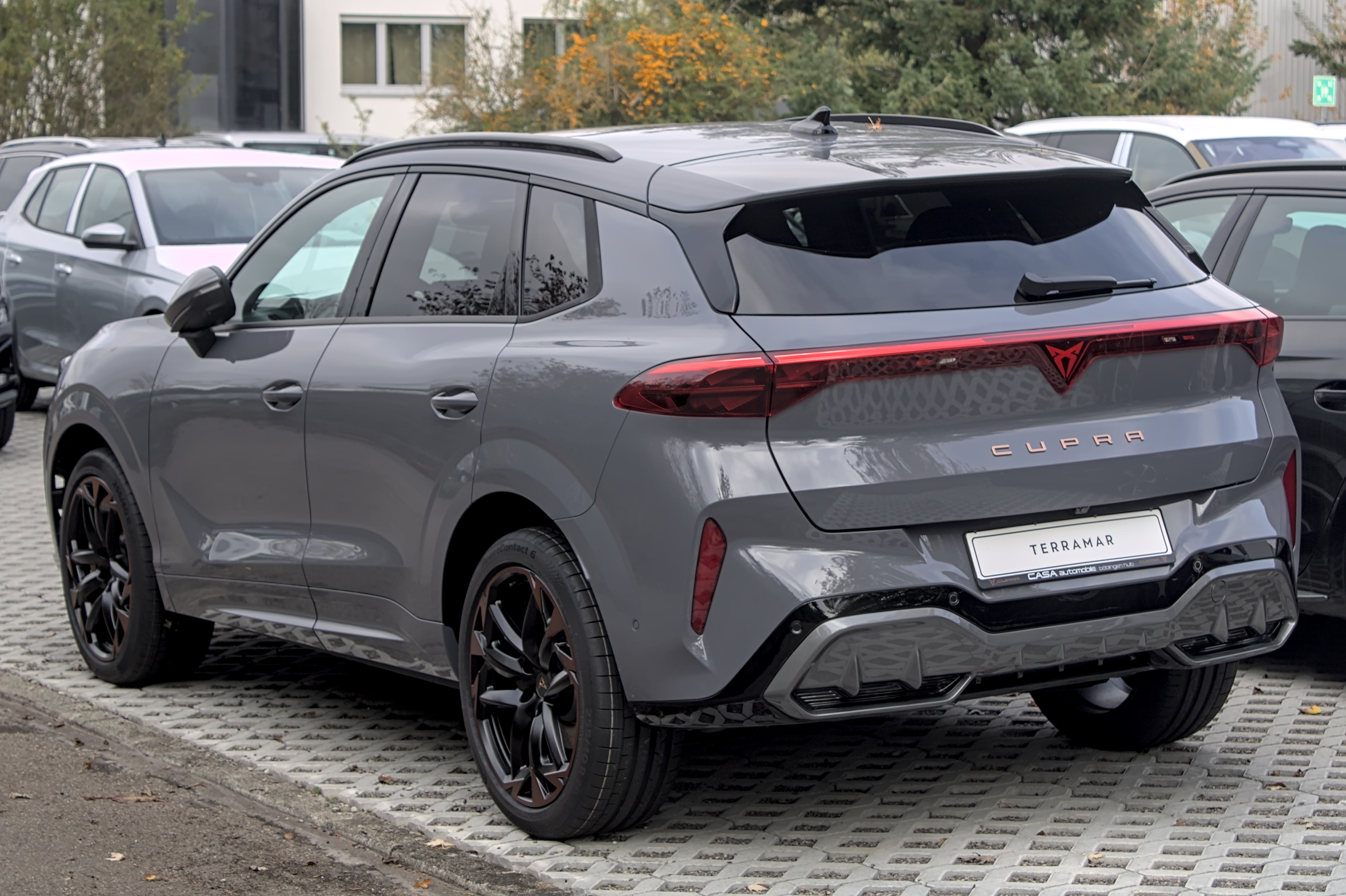
Vue de l'arrière

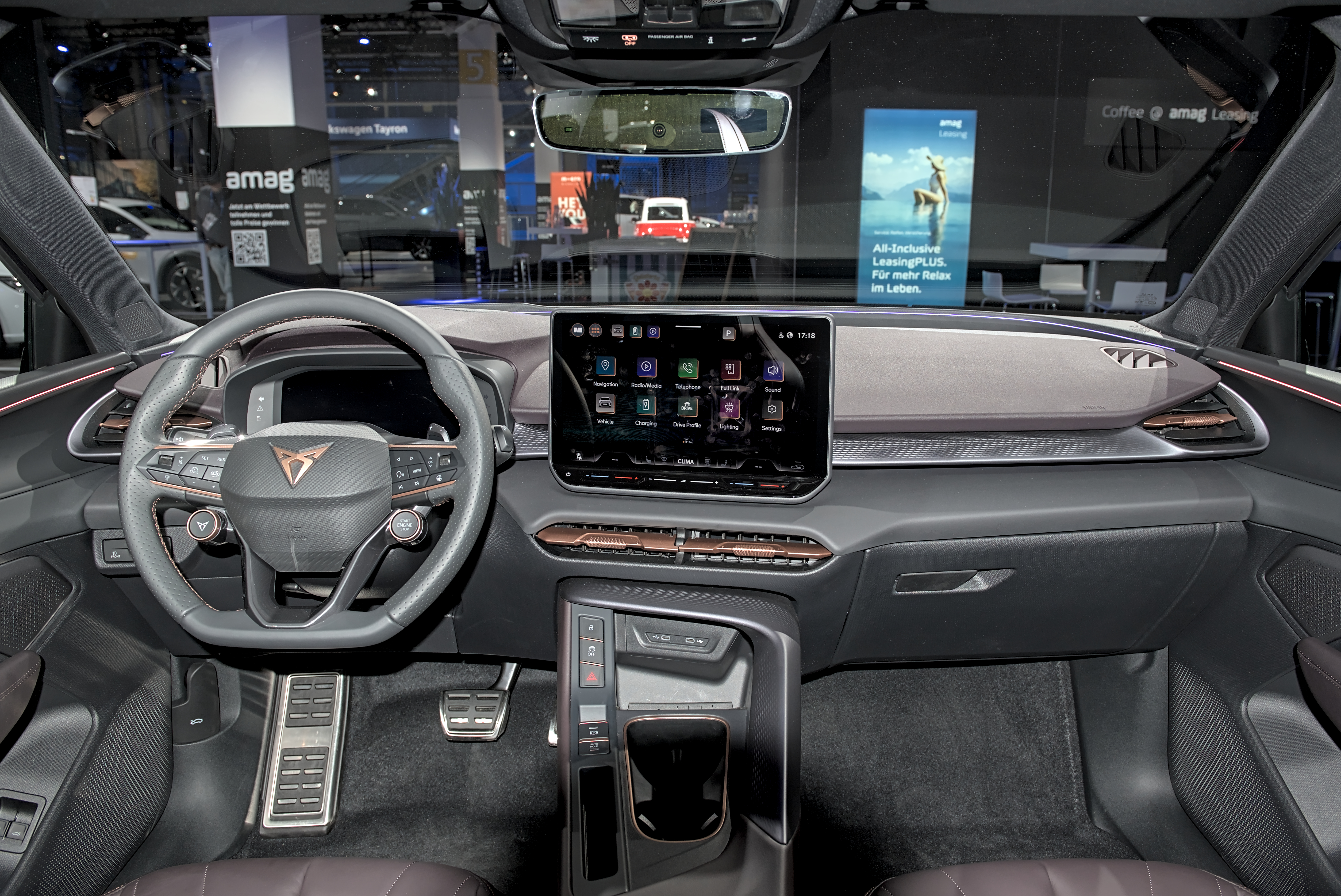
Intérieur

La Cupra Terramar est présentée le 3 septembre 2024 à Barcelone lors de la 37e édition de l’America’s Cup.

## Caractéristiques techniques
La Terrramar repose sur la plateforme technique modulaire MQB Evo du Groupe Volkswagen.

## Finitions
- Terramar[4]
- Terramar VZ
- Terramar America’s CUP

## Concept car
La Cupra Terramar est préfigurée par le concept car Cupra Terramar Concept présenté en Espagne en juin 2022.